# 岐阜県道176号安食粟野線
岐阜県道176号安食粟野線（ぎふけんどう176ごう あじきあわのせん）は、岐阜県岐阜市安食と同市粟野東を結ぶ一般県道である。

## 概要

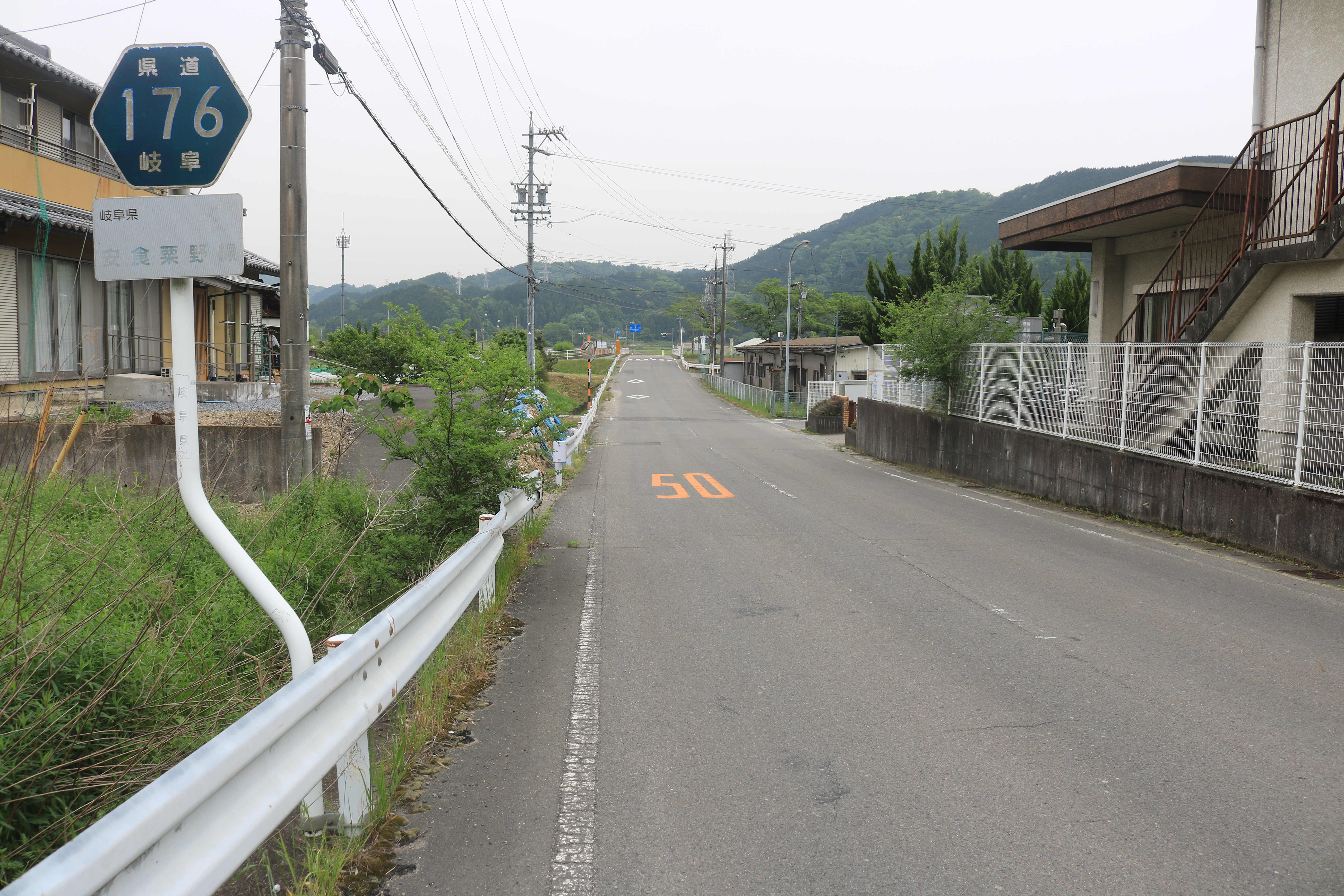
岐阜県道176号安食粟野線、岐阜市安食にて

岐阜県岐阜市安食の岐阜県道91号岐阜美山線交点が起点。起点より東に進み、彦坂トンネルを越え、同市椿洞の畜産センター北を通る。粟野グラウンド付近で南に向かい、岩野田中学校付近で再び東に向かう。国道256号バイパスを越え、岐阜市粟野東5丁目の旧国道256号（高富街道）交点が終点。

### 路線データ
- 始点：岐阜県岐阜市安食（岐阜県道91号岐阜美山線交点）
- 終点：岐阜県岐阜市粟野東5丁目（旧国道256号（高富街道）交点）

## 地理
起点付近に伊自良川（木曽川水系長良川支流）が流れる。

### 通過する自治体
- 岐阜県
  - 岐阜市

### 接続路線
- 岐阜県道91号岐阜美山線（岐阜市安食）
- 国道256号岩崎・粟野バイパス、佐賀・粟野バイパス（岐阜市 粟野西3丁目交差点）
- 国道256号〔旧道〕（岐阜県岐阜市粟野5丁目）

### 周辺
沿線の岐阜市椿洞で2004年（平成16年）3月、国内過去最大級の産業廃棄物不法投棄事件が発覚した。
- 岐阜市立方県小学校
- 真生寺
- 畜産センター
- 粟野グラウンド
- 岐阜市立岩野田中学校